# 沢田知可子
澤田（沢田） 知可子（さわだ ちかこ、1963年8月4日 - ）は、日本の歌手、シンガーソングライター。岩手県八幡平市生まれ、埼玉県与野市（現さいたま市中央区）出身。身長167cm。血液型はO型。

## 来歴
1963年、岩手県出身の母が里帰りした地の同県二戸郡安代町（後に所属変更し岩手郡安代町、現在の八幡平市）荒屋新町に生まれる。
与野市立鈴谷小学校（現：さいたま市立鈴谷小学校）、与野市立与野南中学校（現：さいたま市立与野南中学校）卒業。埼玉県の交通安全協会に勤務したのちに、ライブハウス活動を始める。渋谷のライブハウス「ランタン」のマスターにデモテープを持って行き、「業界の方に渡して下さい」と言って訪ねたことがきっかけでデビューが決まる。1987年「恋人と呼ばせて」がデビュー曲。
1990年にアルバム『I MISS YOU』からシングルカットされた「会いたい」（テレビ朝日『トゥナイト』テーマ曲）が長期にわたるロングヒットでシングルセールス130万枚を達成、オリコンシングルチャートにも100位以内に87週の長期にわたってランクインを果たし、1991年の『第24回全日本有線放送大賞』ではグランプリを受賞。この年の『第42回NHK紅白歌合戦』にも出場した。2000年には「会いたい」が「21世紀に残したい泣ける名曲」として1位に選ばれる。
バンドメンバーであった小野澤篤と結婚、現在は、ピアニストの小野澤篤と共に、「魂と癒すヴォイス　ヒーリング」「生きる力」「絆を育てよう」をテーマに全国で「歌セラピーライブ」を積極的に展開中。小野澤と共にミュージカルの音楽制作に携わり、2009年より毎年12月には朗読劇『GIFTをあなたに!』を行っている。
2010年からの、アラウンド40メモリーコンサート（杉山清貴、辛島美登里、中西保志と共演）も好評で全国ツアーを続けている。
2022年5月22日、公式サイトに改名の報告があった。
沢田知可子から、「澤田知可子」とした。読み方は、さわだちかこで、これまでと変わらない。

## ディスコグラフィー

### シングル
- 恋人と呼ばせて　（1987年10月5日）
（住友林業「住友林業の家」CM曲）
- I...love...you...　（1988年11月6日）
- 砂浜/（C/W）Not in goodbye　（1988年12月21日）
Not in goodbye（朝日放送「新部長刑事・アーバンポリス24」主題歌）
- Marie　（1989年1月25日）
- 片想い　（1989年5月2日）
- HAPPY EVER AFTER　（1989年9月20日）
- COME INTO MY LIFE　（1990年3月7日）
（TBS・花王愛の劇場「いつか誰かと」主題歌）
- 会いたい　（1990年6月27日）
（テレビ朝日「トゥナイト」主題歌）
（日本製粉「オーマイスパゲティ」CM曲）
（映画「銀色の雨」挿入歌）
- Live On The Turf　（1990年7月25日）
（JRA日本中央競馬会・1990年度CM曲）
- Melody/Boy（両A面）　（1991年6月28日）
Melody（テレビ朝日「火曜ミステリー劇場」エンディングテーマ）
- ふたり　（1992年4月22日）
（テレビ朝日「本当にあった怖い話」主題歌）
- 忘れられない （1992年11月25日）
- 幸せになろう　（1993年7月21日）
（オッペン化粧品・CM曲。サンテレビ「おとなのえほん」CM前ジングル時代あり）
- 彼女の瞳　  （1994年3月2日）
- Day by day　（1995年3月10日）
（日本テレビ「火曜サスペンス劇場」主題歌）
- もしも涙がこぼれたら…　（1996年2月25日）
- 仲良しになりたい　（1996年3月10日）
（NHK・みんなのうた）
- 白夜のように　（1996年10月25日）
- 生きる歓び　（1997年1月25日）
（TBS・新春ドラマ「竜馬がゆく」主題歌）
- SHINING（1997年6月3日 / 非売品）
（阪急百貨店創立50周年イメージソング）
- ドアを開けたら　（1998年1月10日）
（NHK・ドラマ新銀河「素敵に女ざかり2」主題歌）
- 幸せのドア（with中西保志）（1999年3月20日）
（ドラえもん映画版「のび太の結婚前夜」主題歌）
- gift　（2000年11月21日）
（「GIFT」主題歌）
- 少年時代　（2002年7月20日）
（PlayStation 2『ぼくのなつやすみ2 海の冒険篇』主題歌）
- ありがとう　（2007年9月26日）
- 一期一会　（2007年9月26日）
- 空を見上げてごらん　（2007年9月26日）
- 花は咲く[注 1]　（2012年5月23日）

### 配信
- 光のしずく　（2011年5月4日、iTunes Store）
福島県福島市・パセオ通り商店街の冬のイルミネーション「光のしずく」イメージソング
この曲の売り上げは、東日本大震災のチャリティとして各団体へ寄付がされる。
ライブでは、500円にてCDが数量限定で発売されている（ほとんどの会場で完売になっている）。
主にゆかりのある福島県内の団体に寄付されている。

- HAVE A NICE DAY (feat.下地正晃)（2020年7月23日）

### アルバム
| アルバム情報 | 発売情報                                                                             |
| --- | ------------------------------------------------------------------------------------ |
| In Your Eyes・・・デビューアルバム 1. I... love... you... 2. Not in goodbye 3. ひとりぼっちの夜 4. Marie 5. WHITE MAGIC 6. Cassiopeia 7. 恋人と呼ばせて 8. 砂浜 | 1988年10月5日 ニュートーラス 32TX-108 [再発] 1997年6月25日 ニュートーラス            |
| Heart Size-In your eyes II- 1. 彼女の瞳 2. Still… 3. 片想い 4. Return to Forever 5. B.G.VACANCE 6. あなたはRainy Day 7. Easy come,easy go 8. さよならのとなり 9. 出逢いのままの物語 10. 初恋 | 1989年5月3日 ニュートーラス 32TX-2210 [再発] 1997年6月25日                           |
| Private Favor 1. Man I Love 2. 薔薇の戦争 3. 秘密イン・ザ・ルーム 4. Dear My Friend 5. ハッピー・エヴァー・アフター 6. 微笑って 7. パ・ドゥ・ドゥ 8. プライヴェート・ルージュ 9. ハッピー・バースディ・トゥ・ミー 10. Weekday Party Club 11. Soiree | 1989年12月13日 ニュートーラス [再発] 1997年7月25日 ニュートーラス TACX-2521          |
| I miss you 1. Suddenly 2. Silent Rain 3. COME INTO MY LIFE 4. Live On The Turf 5. I miss you 6. Ms. Energy 7. Distress 〜胸が痛い〜 8. Curious Girl 9. 会いたい 10. トゥィンクルスター | 1990年6月27日 ニュートーラス                                                         |
| TO YOU・・・オリコン50万枚を超すセールスを記録 1. マリー 2. アイ・ミス・ユー 3. 彼女の瞳 4. リヴ・オン・ザ・ターフ 5. リメンバー 6. ハッピー・エヴァー・アフター 7. 瞳の中に 8. 恋人と呼ばせて〜レット・ミー・コール・ユア・スウィート・ハート 9. カム・イントゥ・マイ・ライフ 10. 会いたい 11. ひとりぼっちの夜 12. 微笑って | 1990年9月5日 ニュートーラス                                                          |
| Please Santa Claus 1. プリーズ・サンタクロース 2. スノウ・ダンス 3. アイ・ラヴ・ミー 4. ホワイ | 1990年11月21日 ニュートーラス                                                        |
| TO YOU! CONCERT 1. トウィンクルスター 2. 彼女の瞳 3. ハッピー・エヴァー・アフター 4. 片想い 5. サドゥンリー 6. 会いたい 7. 薔薇の戦争 8. B.G.ヴァカンス 9. 微笑って 10. 恋人と呼ばせて 11. カム・イントゥ・マイ・ライフ 12. ディア・マイ・フレンド | 1991年3月6日 ニュートーラス                                                          |
| Cherish 1. I'm sorry 2. 横顔 3. Boy 4. Travail 5. Lovin' you Lovin' me 6. 一枚の葉書 7. Melody 8. Smile on heart 9. Feel 10. 彩雲 〜cherish time for two〜 | 1991年6月28日 ニュートーラス                                                         |
| CHIKACO SAWADA CONCERT 1991.11.7・・・NHKホールにて収録 1. オーヴァーチュア〜瞳の中に 2. サイレント・レイン 3. トラヴェイル 4. 初恋 5. ハッピー・エヴァー・アフター 6. キュリアス・ガール 7. アイ…ラヴ…ユー 8. あなたがいたから〜マイ・バースデイズ・ウィル 9. ボーイ 10. 恋人と呼ばせて〜レット・ミー・コール・ユー・スウィート・ハート 11. 会いたい 12. フィール | 1991年12月18日 ニュートーラス                                                        |
| womyn 1. 桜の降る街で 2. 気が済むまで〜グッド・バイ・ディア 3. サマー・レイン 4. ラヴ・レター 5. ふたり 6. 恋をしただけ 7. あなたがいたから 8. 忘れないでいて 9. 運命を選ぶ瞬間 10. フェアウェル・キッス | 1992年4月22日 ニュートーラス                                                         |
| TO YOU TWO! Best Selection | 1992年11月25日                                                                       |
| UTATANE 1. I LOVE YOU 2. そして僕は途方に暮れる 3. 大きな玉ねぎの下で 4. 時には母のない子のように 5. 少年時代 6. 魔法の鏡 7. 片思い 8. Missing 9. あなたに会えてよかった | 1993年4月14日 ニュートーラス TACX-2395                                               |
| Best〜幸せになろう〜 | 1993年12月1日                                                                        |
| Day by day | 1995年3月10日                                                                        |
| Cocktails 1. Day by day 2. やさしさの破片 3. さよならに愛を込めて 4. Mad Jealousy 5. 真夜中のPartyにて 6. 1250 Heartbreak st. 7. ひとりきりの向日葵 8. The Joker 9. 引越し 10. 小さなHappy end. | 1995年4月25日 ダブリューイーエー・ジャパン                                           |
| LOVE SONGS SELECTION〜幸せになろう | 1996年1月25日                                                                        |
| My Pure Station 1. トゥルー・ラヴ 2. マイ・ラヴ〜日曜日のレシピ 3. もしも,涙がこぼれたら… 4. 叶えてよヴァレンタイン! 5. 水に流そう 6. ソリチュード 7. 仲良しになりたい 8. キャンプに行きましょう 9. 星空の駅〜マイ・ピュア・ステーション 10. 恋人たちの永遠 11. 風薫るユニフォーム | 1996年3月25日 ダブリューイーエー・ジャパン                                           |
| TO YOU ALL!〜沢田知可子ベスト・オブ・ベスト〜 |                                                                                      |
| 女ともだち 1. 幸せは逃げない 2. あなたに教えたい 3. 26時のジェラシー 4. 女ともだち 5. マイ・スウィート・ハンズ〜あの手 この手 6. 気分はシャレード 7. 「愛してるって!」 | 1997年5月10日 ダブリューイーエー・ジャパン                                           |
| SINGLE COLLECTION“幸せになろう・会いたい” 1. 恋人と呼ばせて -Let me call your sweet heart- 2. I...love...you... 3. 砂浜 4. Marie 5. 片想い 6. Still… 7. HAPPY EVER AFTER 8. COME INTO MY LIFE 9. 会いたい 10. Live On The Turf 11. Melody 12. Boy 13. ふたり 14. 忘れられない (シングルバージョン) 15. 幸せになろう 16. 彼女の瞳 | 1997年12月21日 ニュートーラス                                                        |
| MATURE VOICE・・・歌手生活10周年記念アルバム 1. 季節はずれの海 2. BEFORE 3. 幸せになりなさい 4. ドアを開けたら 5. 私の道 6. 運命〜きっと ふたりは〜 7. Mature Cinderella 8. I MISS D.J. 9. 絆を育てよう! 10. So faraway 11. 一粒の夢 | 1998年2月25日 ワーナーミュージック・ジャパン                                         |
| GIFT 1. gift 2. 二十歳のころ 3. 夢人 4. いのちの色 5. gift (instrumental) | 2000年11月21日 インディーズ・メーカー 2002年9月27日 インディーズ・メーカー MEAG-0004 |
| Rhapsody 1. with love 2. 恋の詩、うたって…。 3. 明日へ届け 4. KEN 5. しゃぼん玉 6. 愛いっぱいの自転車 7. 二十歳のころ 8. 哀しい予感 9. 会いたい(2001ストリングス・バージョン) 10. たまゆら | 2001年8月18日 オーマガトキ                                                           |
| Boys be・・・ 1. 君はあの夏グラウンドで 2. 少年時代 3. 初恋 4. オーブル街 5. さよならをするために 6. 川の流れのように 7. お嫁においで 8. Boy 9. 大きな古時計 10. gift 11. 見上げてごらん夜の星を | 2002年11月30日 オーマガトキ                                                          |
| Love is... | 2003年10月22日                                                                       |
| 永遠の詩 one by one 1. one by one 〜永遠の詩〜 2. 恋人と呼ばせて 3. 二十歳の頃 4. Boy 5. Day by day 6. しゃぼん玉 7. 美しい国 8. gift 9. 微笑って 10. カーネーション 11. 少年時代 12. 瑠璃色の地球 13. いのちの色 14. いつもいつでも 15. 会いたい (2001ストリングスバージョン) 16. 幸せになろう | 2005年8月24日 オーマガトキ                                                           |
| 花心 1. 美しい涙 2. いのちの実 3. 花心 〜Lullaby〜 4. 奇蹟の花 〜Je t'aime〜 5. 花 〜すべての人の心に花を〜 6. 一期一会 7. 会いたい 8. 花音へ 9. 赤いスイートピー 10. 空を見上げてごらん 11. ありがとう | 2007年9月26日 徳間ジャパンコミュニケーションズ                                       |
| 歌姫ものがたり 1. プロローグ 2. 喝采 3. 海を見ていた午後 4. オリビアを聴きながら 5. 越冬つばめ 6. 秋桜 7. 雨 8. サイレント・イヴ 9. 恋に落ちて -Fall in Love- 10. ハナミズキ 11. 愛は花、君はその種子 -The Rose- 12. 歌姫ものがたり | 2009年2月25日 徳間ジャパンコミュニケーションズ                                       |
| 一期一会premium best | 2011年9月21日                                                                        |
| Adagio 1. Doctor Doctor 2. リリィ 3. ありのままで 4. 風を連れて 5. MAYA 6. 生まれ変わっても恋をして 7. ヤハラテナ 8. 光のしずく 9. 慕情 10. 月の歌薬 11. 空を見上げてごらん 12. Good Night [ボーナストラック] | 2012年10月17日 ヤマハミュージックアンドビジュアルズ YMCL-10004                       |
| Sing with Me-episode 1- 1. ハレルヤ 2. 言葉じゃなくても 3. 異国の街 4. ちいさなて 5. キミと僕の永遠 6. 天使の分け前 7. あなたと出会えた街だから 8. 幸せのドア 9. 私の花 | 2014年9月10日 ヤマハミュージックアンドビジュアルズ                                   |
| こころ唄〜Best&Cover 30〜 ディスク：1 1. 幸せになろう 2. 冬のほたる 3. 百年の恋 4. ふたりの風景 5. Day by day 6. 幸せの薫る我が家 7. 空を見上げてごらん 〜長岡花火バージョン〜 8. 奇跡のダイヤモンド 9. MAYA 10. 月の歌薬 11. GIFT (Premium Edition) 12. 天国ポスト 13. いのちからのおくりもの 14. ありがとう (Premium Edition) ディスク：2 1. 会いたい 2. 恋人と呼ばせて 〜Let me call your sweetheart〜 3. 忘れられない 4. COME INTO MY LIFE 5. BOY 6. ふたり 7. My Revolution 8. ロビンソン 9. 初恋 10. YaYa 〜あの時代を忘れない〜 11. 桃色吐息 12. さくら 13. PRIDE 14. どんなときも。 15. 夢で逢えたら 16. さとうきび畑 | 2017年6月21日 ユニバーサル ミュージック                                              |

## 出演

### テレビ
- オッペン化粧品（「幸せになろう」を歌唱するシーンで出演）
- 歌の楽園（テレビ東京、2011年3月13日）出演

### ラジオ
- 沢田知可子 あなたに会いたい（栃木放送ほか）
- アフタヌーン・パラダイス（エフエム世田谷、ミュージックバード）

### NHK紅白歌合戦出場歴
| 年度/放送回              | 回 | 曲目     | 出演順 | 対戦相手 |
| ------------------------ | -- | -------- | ------ | -------- |
| 1991年（平成3年）/第42回 | 初 | 会いたい | 23/28  | 鈴木雅之 |

注意点
- 出演順は「出演順/出場者数」で表す。

### NHKみんなのうた
※▲はラジオのみの放送。
| 放送期間                      | 放送曲           | 作詞     | 作曲       | 編曲     | アニメーション | 再放送                                                                              |
| ----------------------------- | ---------------- | -------- | ---------- | -------- | -------------- | ----------------------------------------------------------------------------------- |
| 1988年（昭和63年）4月 - 5月   | アリスの季節     | 暮醐遊   | 沢田知可子 | 槌田靖識 | 芝山努         | 1992年（平成4年）6月 - 7月▲ 2003年（平成15年）4月 - 5月▲ 2023年（令和5年）6月 - 7月 |
| 1996年（平成8年）2月 - 3月    | 仲良しになりたい | 沢ちひろ | 財津和夫   | 小野澤篤 | 中島潔         | 2003年（平成15年）2月 - 3月▲                                                        |
| 2012年（平成24年）10月 - 11月 | 風を連れて       | 純花     | 純花       | 岩本正樹 | 坂本サク       | 2019年（令和元年）10月 - 11月                                                       |

- 「アリスの季節」は沢田歌唱によるCD化が行われていないが、1989年発売のアルバム「Private Favor」の7曲目「Pas de deux（パ・ド・ドゥ）」で当楽曲のメロディを流用した。歌詞は全く異なる。
- 沢田は上記の他に2000年（平成12年）2月〜3月放送の「だけど I LOVE YOU」（歌：オユンナ）で作詞を担当した。